# Oskol
L'Oskol (in russo Оскол?; in ucraino Оскіл?, Oskil) è un fiume della Russia europea meridionale (oblast' di Kursk e Belgorod) e dell'Ucraina settentrionale (oblast' di Charkiv), affluente di sinistra del Donec (bacino idrografico del Don).

## Percorso
Ha origine dai bassi rilievi collinari del rialto centrale russo, nella sua sezione meridionale. Scorre con direzione mediamente meridionale su tutto il percorso, attraversando l'oblast' di Belgorod (toccando le città di Staryj Oskol, Černjanka, Novyj Oskol, Volokonovka e Valujki. Entra successivamente nell'Ucraina settentrionale, nell'oblast' di Charkiv; toccata la città di Kup"jans'k, dà origine al bacino artificiale di Krasnyj Oskol, sfociando dopo pochi chilometri nel Severskij Donec non lontano dalla città di Izjum.
L'Oskol è gelato, mediamente, nel periodo compreso tra i primi di dicembre e i primi di aprile; nel periodo tra fine marzo e i primi di maggio si manifestano invece le massime piene annue.